# Nguyễn Bá Thuyền
Nguyễn Bá Thuyền (sinh 03/02/1955 quê thôn Nghĩa Hương, xã Mỹ Hương, huyện Lương Tài, Bắc Ninh) là đại biểu Quốc hội Việt Nam khóa 13, thuộc đoàn đại biểu Lâm Đồng, khóa 12, 13.
Ông là cử nhân Luật, Phó trưởng đoàn chuyên trách Đoàn ĐBQH khóa XIII tỉnh Lâm Đồng, Ủy viên Uỷ ban Pháp luật của Quốc hội.
Ông cũng là ĐBQH khóa XII và từng là Tỉnh ủy viên, Bí thư ban cán sự; Viện trưởng Viện kiểm sát nhân dân tỉnh Lâm Đồng.
Ông được biết đến là  người có rất nhiều phát ngôn mạnh mẽ, ấn tượng, động chạm đến các vấn đề gai góc cho hay, ông chưa giờ né tránh hay gặp phải sức ép khi phát biểu hay chất vấn trước Quốc hội.

## Phát biểu
Ngày 30.10.2015, góp ý cho Bộ luật hình sự sửa đổi, Nguyễn Bá Thuyền nhận định phi hình sự tội cố ý làm trái quy định của Nhà nước về quản lý kinh tế gây hậu quả nghiêm trọng là đang tha cho những cán bộ làm sai.